# 554317 Rorywoodhams
554317 Rorywoodhams este o planetă minoră (asteroid) din centura de asteroizi. A fost descoperită pe 9 octombrie 2012 la  de Norman Falla⁠(d). 
Obiectul prezintă o orbită caracterizată de o semiaxă mare de 3,0713102256864 UAi, o excentricitate de 0,061954022615206, o înclinație de 9,4876757142802 ° în raport cu ecliptica.